# Enoch Arden (1911)
Enoch Arden é um filme mudo em duas partes norte-americano de 1911, do gênero dramático em curta-metragem, baseado no poema de Tennyson de mesmo nome. Com direção de D. W. Griffith, foi estrelado por Wilfred Lucas e Blanche Sweet. Cópias do filme sobrevivem na Livraria do Congresso dos Estados Unidos.

## Elenco
- Wilfred Lucas – Enoch Arden
- Linda Arvidson – Annie Lee
- Francis J. Grandon – Philip Ray
- George Nichols – O Capitão
- Edward Dillon
- Joseph Graybill
- Grace Henderson
- Florence Lee
- Jeanie Macpherson
- Alfred Paget
- Blanche Sweet
- Robert Harron
- Florence La Badie
- William J. Butler
- Guy Hedlund
- Dell Henderson
- Henry Lehrman
- W. C. Robinson
- Charles West